# Nueva búsqueda del Jesús histórico
La Nueva búsqueda del Jesús histórico surge como reacción al escepticismo promovido por Rudolf Karl Bultmann, que originó un periodo intermedio denominado por algunos autores de "no búsqueda" (no quest). Son los propios discípulos de Bultmann los que exponen la importancia de acceder al Jesús de la historia. Proponen no excluir el kerigma de la iglesia primitiva sino precisamente partir de él para intentar retroceder hasta el personaje que lo originó.
A diferencia de la antigua búsqueda del Jesús histórico, esta nueva etapa no está protagonizada en exclusiva por los teólogos protestantes alemanes, sino que a ellos se unen teólogos católicos.
Es Ernst Käsemann, discípulo de Bultmann, quien establece el inicio de la Nueva búsqueda, en una conferencia dada el 20 de octubre de 1953.
- Ernst Käsemann (1953)
- Günther Bornkamm (1956)
- Harald Riesenfeld (1957)

## La nueva hermenéutica
- Gerhard Ebeling (1959)
- James McConkey Robinson (1959)
- Ernst Fuchs (1960)
- H. Braun (1969)

## Movimiento de retorno al Jesús de la historia

### Desde el protestantismo
- Joachim Jeremias (1960)
- Birger Gerhardsson (1961)
- Charles Harold Dodd (1964)
- Hans Conzelmann (1967)
- Willi Marxen (1962)
- H. Schürmann (1985)
- Wolfhart Pannenberg
- Jürgen Moltmann

### Desde el catolicismo
- Franz Mussner
- Alfred Wickenhauser
- K. H. Schelker
- Karl Rahner
- Xavier Leon Dufour
- Rene Marlé
- Rene Latourelle
- Rinaldo Fabris
- Francesco Lambiasi
- Bruno Forte

- El contenido de este artículo incorpora material de una entrada de la Enciclopedia Libre Universal, publicada en español bajo la licencia Creative Commons Compartir-Igual 3.0.

- Datos: Q6046761